# Rząd przedstawicielski
Rząd przedstawicielski (ang. responsible government) – rodzaj rządów wprowadzanych w białych brytyjskich koloniach (dominiach) w połowie XIX wieku.
Zanim rządy tego typu zostały wprowadzone, nad całością spraw w kolonii nadzór sprawowali gubernatorzy generalni, teoretycznie będąc przedstawicielami monarchy w koloniach, lecz w istocie namiestnikami parlamentu angielskiego i rządu. Gubernatorowie Generalni mieli do pomocy rady rządowe (namiastki władzy wykonawczej) i rady legislacyjne (namiastki władzy ustawodawczej), w których skład wchodzili mieszkańcy kolonii mianowani przez samych gubernatorów. Zwykle także działały w nich wybieralne parlamenty, lecz miały one jedynie role doradczą i opiniotwórczą. Taki system rządów stał się przedmiotem krytyki we wszystkich brytyjskich koloniach już we wczesnej fazie ich istnienia. Protesty te najszerszego zasięgu nabrały w Nowej Anglii, gdzie ostatecznie wybuchła antybrytyjska rewolucja prowadząca do powstania USA. Krytycy uznawali, iż Brytyjczycy (poddani króla Anglii), żyjący w koloniach byli dyskryminowani politycznie, nie mając swych przedstawicieli w parlamencie.
Jako że rozszerzenie parlamentu brytyjskiego o okręgi wyborcze w koloniach było w tamtych czasach niepraktyczne, postulowano utworzenie, oddzielnych, kolonialnych parlamentów, mających możliwość tworzenia praw dotyczących kolonii. Idee te zaczęto realizować dopiero w XIX wieku. Pierwsza kolonia, która została obdarzona rządem przedstawicielskim była Prowincja Kanady, która otrzymała tego typu instytucję w 1841. Kolejnymi były Nowa Szkocja w 1948, Wyspa Księcia Edwarda w 1851, Nowa Zelandia w 1852, Kolonia Przylądkowa i Nowy Brunszwik w 1854 oraz Nowa Fundlandia w 1855.